# Witriol

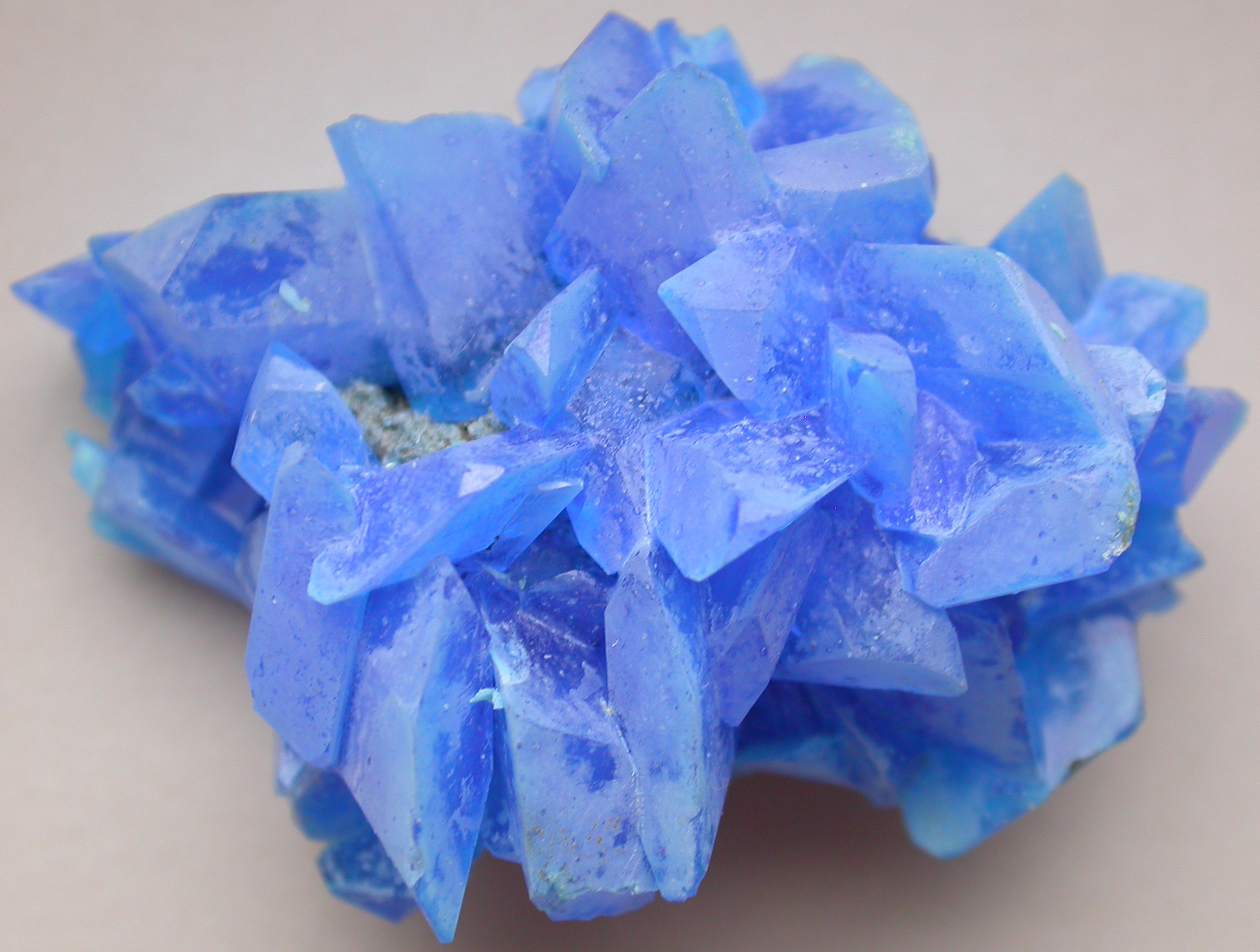
siarczan miedzi

Witriol, olej szklany, dawniej także witriolej (z śrdw-łac. vitriolum, od łac. vitrum, szkło + oleum, olej) – dawna nazwa stężonego kwasu siarkowego, który jest przezroczystą cieczą o szklistym wyglądzie i oleistej konsystencji. Nazwą tą określano także uwodnione siarczany metali dwuwartościowych, np.: 
- witriol żelazny[1]: siedmiowodny siarczan żelaza(II) FeSO4·7H2O – Vitriol Romanum, Vitriol viride, Vitriol Goslariense
- witriol miedzi[1]: pięciowodny siarczan miedzi(II) CuSO4·5H2O – Vitriol coeruleum